# Departamento Nacional de Producción Mineral
El Departamento Nacional de Producción Mineral (DNPM) es una agencia federal de Brasil, dependiente del Ministerio de Minas y Energía, con sede y jurisdicción en Brasília, Distrito Federal, distrito y en todo el territorio nacional, con la representación de los superintendentes y policías.

## Fósiles
El Decreto-ley N º 4146 de 1942 dio el DNPM el poder de regular y supervisar los fósiles en Brasil.